# Rejon kurski (obwód kurski)
Rejon kurski (ros. Курский район) – jednostka administracyjna wchodząca w skład obwodu kurskiego w Rosji.
Centrum administracyjnym rejonu jest miasto Kursk, który jednak nie wchodzi w skład tej jednostki.

## Geografia
Powierzchnia rejonu wynosi 1657,00 km².
Graniczy z rejonami: fatieżskim, zołotuchińskim, sołncewskim, szczigrowskim, miedwieńskim i oktiabrskim (obwód kurski).
Główne rzeki to: Sejm, Tuskar, Bolszaja Kurica, Rać, Mokwa, Młodać i Połnaja.

## Historia
Rejon powstał w roku 1928, ale już w 1930 został zlikwidowany. Przywrócono go wraz z powstaniem obwodu kurskiego w 1934, ale rok później znów przestał istnieć. W 1963 rejony: biesiediński, winnikowski i leninski połączyły się w rejon kurski. W 1970 ujęto z rejonu kurskiego dawny rejon leninski, który stał się dzisiejszym rejonem oktiabrskim.

## Demografia
W 2018 rejon zamieszkiwało 57 720 mieszkańców (wyłącznie na terenach wiejskich).

## Podział administracyjny rejonu
W skład rejonu wchodzi 17 osiedli wiejskich (sielsowietów).
| Sielsowiety (osiedla wiejskie): | Centrum administracyjne | Pozostałe miejscowości | Liczba mieszkańców | Powierzchnia (km²) |
| ------------------------------- | ----------------------- | --- | ------------------ | ------------------ |
| Biesiedinski                    | Biesiedino              | 1-je Krasnikowo, 1-je Piskłowo, 2-je Krasnikowo, 2-je Piskłowo, Alabjewo, Biełomiestnoje, Biezobrazowo, Bolszoje Malcewo, Bukriejewo, Bukriejewskije Wysiełki, Czujkowa, Dubowiec, Gorodiszcze, Karasiewka, Kutiepowa, Kuwszynnoje, Małoje Malcewo, Pietrowskoje, Siemidiesnyj, Szechowcowo, Troica, Woroncowo                                   | 3116               | 192,02             |
| Brieżniewski                    | Wierchniekasinowo       | Aleksandrowka, Brieżniewo, Chrienowiec, Droniajewo, Frołowka, Gniezdiłowo, Kalinin, Koriełowo, Mielnikow, Nikołajewka, Nikołajewka, Niżnieje Bartieniewo, Niżniekasinowo, Noworieczenskij, Pachomowo, Potapowo, Pronskoje, Razińkowo, Tiopłyj, Tołmaczowo, Toporok, Szumakow, Wierchnieje Bartieniewo, Wieriowkino, Wołobujewka, Woskriesienowka | 1334               | 159,67             |
| Kamyszynski                     | Kamyszy                 | Bukriejewka, Czuriłowo, Kamieniewo, Kurkino, Małachowo, Wołobujewo | 3194               | 72,28              |
| Klukwinski                      | Dołgoje                 | Chalino, Durniewo, Jakunino, Klukwa, Marszała Żukowa, Podlesnyj, Sacharowka, Zwiagincewo | 10 713             | 117,60             |
| Lebiażenski                     | Czeriomuszki            | 1-je Biezlesnoje, 2-je Biezlesnoje, 2-je Bukriejewo, Bukriejewka, Chorużewka, Chwoszczin, Klukwinskij, Krasnyj Pachar, Lebiażje, Młodać, Murynowka, Nowosiołowskij, Pietrin, Radino, Rogowka, Siemionowka, Smorodnoje, Stiepnoj, Tołmaczowo | 3400               | 138,43             |
| Mokowski                        | 1-ja Mokwa              | 2-ja Mokwa, Duchowiec, Griemiaczka, Kastornaja, Majskaja Zaria, Zubkow | 4042               | 45,72              |
| Niżniemiedwiedicki              | Wierchniaja Miedwiedica | 1-je Szemiakino, 2-ja Niżniaja Miedwiedica, 2-je Szemiakino, Chmielewaja, Iwanowka, Kasinowskij, Koniewo, Kurica, Niżniaja Miedwiedica, Niżniaja Zabołoć, Paszyno, Sotnikowo, Tatarienkowa, Wierchniaja Zabołoć, Żurawlin | 3347               | 115,78             |
| Nowoposielenowski               | 1-je Cwietowo           | Aleksandrowka, Bieriozka, Jekatierinowka, Kukujewka, Nowoposielenowka, Sielichowy Dwory, Zapowiednyj | 3773               | 73,14              |
| Nozdraczewski                   | Nozdraczewo             | Jeśkowo, Szagarowo, Winogrobl | 833                | 79,81              |
| Paszkowski                      | Czapłygina              | 1-je Kurasowo, 2-je Kurasowo, Alabjewo, Dienisowo, Glebowo, Kiriejewka, Moszkino, Owsiannikowo, Paszkowo, Rieutow, Sapogowo, Wołobujewo | 2092               | 71,47              |
| Polanski                        | Polanskoje              | 1-je Anpiłogowo, 2-je Anpiłogowo, Bolszoje Łukino, Chardikowo, Małoje Łukino, Nartowo, Pimienowo, Samoriadowo, Tutowo, Żerdiewo, Żeriebcowo, Żylajewo | 2096               | 121,72             |
| Polewski                        | Polewaja                | Barysznikowo, Chwostowo, Diemino, Dubowiec, Iwanowka, Jelkowo, Jeriоmino, Kiziłowo, Kołodnoje, Lisowo, Majkowo, Murawlewo, Wierchnieje Gutorowo, Zorino | 4026               | 210,47             |
| Ryszkowski                      | Ryszkowo                | Gołubickoje, Kislino, Zorino | 3371               | 53,69              |
| Szczetinski                     | Szczetinka              | Iskra, Jubilejnyj, Łazurnyj, Michajłowo, Murawlewo, Sablin, Siemionowka, Uszakowo, Szuklinka | 6019               | 45,31              |
| Szumakowski                     | Bolszoje Szumakowo      | Małaja Szumakowka, Wwiedienskoje | 1540               | 61,61              |
| Winnikowski                     | 1-je Winnikowo          | 2-je Winnikowo, Kamieniewo, Lipowiec, Malinowyj, Otrieszkowo, Postojałyje Dwory, Winnikowo-Nikołajewka, Wodianoje | 1250               | 71,44              |
| Woroszniewski                   | Woroszniewo             | Duchowiec, Rassylnaja | 4550               | 26,84              |